# Герман II фон Винценбург
Герман II фон Винценбург (Herman II von Winzenburg) (убит 30 января 1152) — граф Винценбурга с 1122, в 1129—1130 пфальцграф Саксонии.
Родился ок. 1110. Сын Германа I фон Винценбурга и его второй жены Гедвиги, которая происходила из рода Ассель-Волтингероде или Каринтия-Истрия.
Наследовал отцу в 1122 году, в это время был несовершеннолетним. По графству Винценбург являлся вассалом майнцского архиепископа Адальберта фон Саарбрюккена, которого всячески поддерживал.
С 1129 г. пфальцграф Саксонии. В следующем году смещён королём Лотарем Суплинбургским. Также у него конфисковали владения в Тюрингии. Причиной называется то, что якобы приближённые Германа II по его приказу убили графа Бурхарда фон Локкума (Burchard von Loccum) (1090-1130).
В 1138 году получил замок Плессенбург от короля Конрада II, старавшегося заручиться поддержкой князей в своей борьбе с Вельфами. В некоторых документах значится как маркграф фон Плессе.
В 1142 году женился на Елизавете Австрийской (умерла 23 мая 1143 при родах), дочери маркграфа Леопольда III. Вторым браком с 1148 г. был женат на Лиутгарде фон Штаде, дочери маркграфа Северной марки Рудольфа I фон Штаде, которая до этого была замужем за пфальцграфом Фридрихом II фон Зоммершенбургом и королём Дании Эриком III.
После смерти Зигфрида IV фон Бойнебурга (17.10.1144), воспользовавшись тем, что на вдове женился его брат Генрих фон Ассель, выкупил у потенциальных наследников большую часть владений, в том числе Бойнебург и Хомбург.
Фогт Корвея с 1147 г.
В 1152 году, 30 января, был вместе с беременной женой убит министериалами в своём замке Винценбург (возможно - по наущению епископа Хильдесхейма.
В браке с Лиутгардой у Германа II фон Винценбурга родились три дочери:
- 1149 — до 1204, имя неизвестно, первый муж — граф Генрих III фон Шварценбург (ум. 26 июля 1184), второй муж — граф Ульрих I фон Веттин (ум. 28 сентября 1206)
- род. 1150, имя неизвестно, с 1166 жена Магнуса Бориса, герцога Южной Ютландии
- Гедвига, род. 1151, монахиня в Гандерсхейме.

При дележе владений Германа II фон Винценбурга его дочерям и зятьям не досталось ничего или почти ничего.
В борьбу за наследство включились герцог Саксонии Генрих Лев и маркграф Бранденбурга Альбрехт Медведь, каждый из которых был дальним родственником покойного. Раздел утвердил в 1153 году император Фридрих Барбаросса: Бойценбург он отдал Генриху, а земли в Плёцкау — Альбрехту.